# Patricia del Canto
Patricia del Canto Vargas (Santiago de Chile, 16 de marzo de 1948) es una escultora y catedrática chilena adscrita el arte conceptual y el experimentalismo que irrumpió en la escena artística durante la década de 1970 «realizando una relectura del lenguaje escultórico tradicional». Incursiona en obras de gran formato.
Estudió arte en la Universidad de Chile, donde fue alumna de Matías Vial, Luis Mandiola y Juan Egenau. Ha participado en varias exposiciones individuales y colectivas durante su carrera, entre ellas la VIII Bienal Internacional de Arte de Valparaíso (1997), la IV Bienal Internacional Mosaico Contemporáneo del Museo Internacional de Cerámica Contemporánea de Buenos Aires (2009), la IV Bienal del Tile Cerámico de Santo Domingo en República Dominicana (2010), las muestras El Acero en la Escultura, Mujeres en el Arte, 6 Vías en la Escultura, Chile: Arte y Cobre, Mil Cartas en Abril, Seis Escultoras y Sociedad de Escultores de Chile del Museo Nacional de Bellas Artes de Chile (1990, 1991, 1995, 1998, 1999, 2005 y 2008 respectivamente), Mavi la Colección del Museo de Artes Visuales de Santiago (2011), entre otras muestras en Chile, América Latina, Estados Unidos y Europa.
El año 2003 recibió una nominación para el Premio Altazor de las Artes Nacionales en la categoría Escultura por In illud tempus.